# Henning von Lewinski
Henning Eduard Levin von Lewinski (auch: Henning von Royk-Lewinski, * 6. Dezember 1902 in Berlin; † 23. April 1981 in Mountain View, Hawaii, USA) war ein deutscher Diplomat, Geschäftsmann und Pflanzer.

## Biografie
Henning von Lewinski war der Sohn des 1913 in München ermordeten preußischen Militärattachés Oskar von Lewinski. Zunächst war er Pflanzer und Kaufmann in Kamerun und Java, wurde 1933 Referent im Ägyptischen Landwirtschaftsministerium in Kairo, wo er die Milchzentrale leitete. Während des Zweiten Weltkrieges war er für das Auswärtige Amt und die Marine tätig.
Nach Rückkehr aus der Kriegsgefangenschaft ging er als Geschäftsmann in die USA, wo er bald eine führende Position bei der Wooden Church Crusade innehatte. Diese Organisation sammelte in den USA Gelder für den Bau von (Holz-)Kirchen, die an der innerdeutschen Grenze mit dem Ziel der Abwehr des Kommunismus gebaut werden sollten. Die ursprünglich geplante Zahl von 48 – für jeden (damaligen) US-Bundesstaat eine – wurde nicht erreicht. Gut ein Dutzend Kirchen sind im Rahmen dieses Programms gleichwohl errichtet worden, so etwa die Friedenskirche in Wildenheid, die Allerheiligenkirche in Borsigwalde und die Waldkirche in Heiligensee in Berlin.
Nach einer kurzen Rückkehr nach Deutschland ließ sich Henning von Lewinski schließlich in Hawaii als Anthurien-Pflanzer nieder, wo er auch starb.